# Lepisorus petiolatus
Lepisorus petiolatus là một loài thực vật có mạch trong họ Polypodiaceae. Loài này được Ching ex Y.X. Ling miêu tả khoa học đầu tiên năm 1993.